# Ozren Bonačić
Ozren Bonačić (Zagreb, 5 januari 1942) is een voormalig Joegoslavisch waterpolospeler.
Ozren Bonačić nam als waterpoloër viermaal deel aan de Olympische Spelen van 1964, 1968, 1972, 1976. Hij eindigde met het Joegoslavisch team op de tweede, eerste en (tweemaal) vijfde plaats.
In de competitie kwam Bonačić uit voor Mladost, Zagreb.
Ozren Bonačić · 
Zoran Janković · 
Milan Muskatirović · 
Ante Nardeli · 
Frane Nonković · 
Vinko Rosić · 
Mirko Sandić · 
Zlatko Simenc · 
Bozidar Staničić · 
Karlo Stipanić · 
Ivo Trumbić
Ozren Bonačić · 
Dejan Dabović · 
Zdravko Hebel · 
Zoran Janković · 
Ronald Lopatni · 
Uroš Marović · 
Đorđe Perišić · 
Miroslav Poljak · 
Mirko Sandić · 
Karlo Stipanić · 
Ivo Trumbić
Dušan Antunović · 
Siniša Belamarić · 
Ozren Bonačić · 
Zoran Janković · 
Miloš Marković · 
Uroš Marović · 
Ronald Lopatni · 
Đorđe Perišić · 
Ratko Rudić · 
Mirko Sandić · 
Karlo Stipanić
Dušan Antunović · 
Siniša Belamarić · 
Ozren Bonačić · 
Dejan Dabović · 
Zoran Kačić · 
Boško Lozica · 
Predrag Manojlović · 
Miloš Marković · 
Uroš Marović · 
Damir Polič · 
Ðuro Savinović